# Серебряков, Сергей Петрович
Сергей Петрович Серебряков — советский хозяйственный и государственный деятель, Герой Социалистического Труда.

## Биография
Родился в 1939 году в Туле. Член КПСС.
Окончил Тульское городское техническое училище № 1.
В 1958—1960 — слесарь-инструментальщик Тульского патронного завода имени С. М. Кирова.
В 1960—1963 — военнослужащий Советской Армии.
В 1963—2000 — слесарь-инструментальщик производственного объединения «Тульский патронный завод имени С. М. Кирова» Министерства машиностроения СССР.
Указом Президиума Верховного Совета СССР от 10 сентября 1987 года присвоено звание Героя Социалистического Труда с вручением ордена Ленина и золотой медали «Серп и Молот».
Делегат XXVI съезда КПСС.
Почётный гражданин города Тулы (29.03.2006).
Живёт в Туле.

## Награды и звания
- Герой Социалистического Труда (10.09.1987)
- Орден Ленина (10.09.1987)
- Орден Трудового Красного Знамени (10.06.1977)